# 14 janvier 1892
Le jeudi 14 janvier 1892 est le 14e jour de l'année 1892.

## Naissances
- Alfred Bülowius (mort le 9 août 1968), général allemand de la Luftwaffe pendant la Seconde Guerre mondiale
- Franz Dahlem (mort le 17 décembre 1981), politicien allemand
- Hal Roach (mort le 2 novembre 1992), acteur américain
- Martin Niemöller (mort le 6 mars 1984), pasteur et théologien allemand, créateur de l'Église confessante
- Mohammed Sleem (mort à une date inconnue), joueur de tennis indien

## Décès
- Albert Victor de Galles (né le 8 janvier 1864), prince du royaume-uni
- Alexander Jackson Davis (né le 24 juillet 1803), architecte américain
- Giovanni Simeoni (né le 12 juillet 1816), prélat catholique
- Gustave Desnoiresterres (né le 20 juin 1817), dramaturge, historien de la littérature, journaliste et romancier français
- Henry Edward Manning (né le 15 juillet 1808), prélat catholique
- James S. Brisbin (né le 23 mai 1837), éducateur, homme de loi, et soldat nord-américain
- Prosper Despine (né le 11 mars 1812), médecin et psychiatre français
- Robert Ransom, Jr. (né le 12 février 1828), général américain
- Silver Flint (né le 3 août 1855), receveur de baseball
- Walter Hood Fitch (né le 28 février 1817), artiste botanique